# 守隨氏
守隨氏（しゅずいし）は、日本の氏族のひとつ。江戸時代に幕臣として江戸に秤座を開き秤の製造、頒布、検定、修繕などを独占した。

## 歴史

### 出自
もとは吉河氏といい伊勢の出と言われる。戦国時代に甲斐にて興隆した吉河守隨茂済の子孫が代々守隨氏を名乗っている。
吉河守隨茂済は甲斐で武田信虎の近習として仕えていたが、武田信玄による信虎の駿河追放の際に、信虎に従い駿河へ赴いた。駿府では今川家の要請により当時駿河に人質としてとらわれていた徳川家康に奉公することを命じられた。その後、茂済は老衰を理由に子に役目を引き継がせて甲斐へ戻った。茂済の子は後に病死した。甲斐に戻った茂済は甲斐の秤職人を召し抱え、甲州一国一人の秤所（秤座）として武田信玄および勝頼の2代に渡って朱印を受けた。
武田信玄の嫡男・武田義信と義信に奉公していた吉河守隨茂済の娘に信義が生まれたが、義信の廃嫡もあって義信と茂済の娘の子は吉河家に養子に出され吉河彦太郎信義と名乗った。
天正10年（1582年）に徳川家康は茂済を駿府に呼び出すが、すでに茂済は病死していたため、代わりに2代目として信義が駿府へ赴いた。その際に信義は、自身の筋目について説明したところ家康から知行を与えられ、甲州秤座の朱印を受けると共に「守隨」を名字として用いて守隨彦太郎信義と改名することを命じられた。天正11年（1583年）には甲斐に加えて三河、遠江、駿河、信濃の計5ヶ国の秤座を治めた。その後、家康の関東入部に従って守隨信義は江戸に移住した。
慶長19年（1614年）3代・正次の時に江戸で秤座を務めることになった。京都では神氏の後裔である神善四郎が慶長年間に徳川家康に許可を得て秤座を維持していた。承応2年（1653年）に東33カ国の秤は江戸の守隨氏が、西33カ国の秤は京都の神氏が支配することになった。両家どちらかの秤改印のないものは使用厳禁で、もし勝手に製作した場合は獄門死罪だった。
守隨氏の家紋は割花菱と五三桐。元禄3年（1690年）4代・正得の時に、水戸で行われた鹿狩りにおいて、徳川光圀から、それまでの家紋であった割菱に花を入れ割花菱とせよと命じられた。明暦4年（1658年）に正得の弟であり二男の治郎右衛門が名古屋に秤座を開いた。
5代・秀秋の時に神田皆河町に屋敷を拝領した。秀秋の弟で二男にあたる往的は小石川伝法院などの住職を経て第48代知恩院住職に就いた。三男にあたる弟・彦三郎が元禄12年（1699年）に高崎で秤座を開いた。名古屋と高崎の分家は地方秤座名代役の筆頭として本家から遇された。

#### 江戸守隨家
江戸秤座の場所は、箔屋町（現在の日本橋三丁目）から具足町（現在の京橋三丁目）へ移転し、再び箔屋町に移って明治を迎えた。13代・正恒の代の明治8年（1875年）の度量衡取締条例が制定されるに従い、秤製作請負人を各県に一人ずつ認可する制度となったため特権的な秤座の歴史は幕を閉じた。大正6年（1917年）に15代・彦太郎が中央区日本橋に試薬・化学薬品の製造販売を行う守随彦太郎商店を開業したが平成22年（2010年）に倒産した。
かつて秤座があった日本橋三丁目には江戸秤座跡の記念碑が建てられている。

#### 名古屋守隨家
明暦3年（1657年）に江戸で起きた明暦の大火で被災した3代・正次の二男・治郎右衛門は、明暦4年（1658年）に尾張徳川家の要請により名古屋へ移った。以降は治郎右衛門が名古屋守隨家の初代として代々同国の秤座を治めた。秤座は初め長者町にあり後に広小路へ移った。当初は足立姓を名乗っていたが宝暦年間に尾張徳川家から守隨と名乗るように命じられ、尾張では守隨、江戸の本家に対しては足立を名乗った。明治からは守隨姓に揃えた。明治以降も名古屋守隨家は秤の製造販売業を営み、現在まで産業用計量機器メーカーの守隨本店として続いている。
明治26年（1893年）度量衡法が改定されると、同年8月に名古屋守隨家11代・太郎會が東京の神田須田町に度量衡を取り扱う大店を開いた。秤製造で培った技術を用い家具製造にも進出し社業はより盛んになったが、第二次世界大戦の軍靴の音が聞こえてくる頃になると次第に家運は傾いていき、戦災により名古屋の広小路にあった建物も消失した。
戦後は満州などより名古屋守隨家の男子が引き揚げてきたものの、戦後の混乱期において守隨本店の社業の引き継ぎについてはいずれの継嗣とも不調に終わった。そのため名古屋守隨家へ嫁いでいた早川すずの甥が守隨本店の業務に従事。守隨氏の血筋は現在も続いているが社業は早川氏が繋いでいる。

#### 高崎荒木家
元禄12年（1699年）4代・正得の三男・彦三郎が高崎秤所名代役として田町に秤座を開いた。高崎の守隨彦三郎家は、守隨の元の姓であった吉河を名乗ることを江戸の本家に願い出たが許されず、井伊家家臣の娘だった彦三郎の妻の旧姓を用い、代々荒木氏を名乗った。